# Cancelleria federale (Berlino)
Il Palazzo della Cancelleria federale (in tedesco: Bundeskanzleramt, letteralmente "cancelleria federale") è la sede ufficiale del Cancelliere federale della Germania. Si trova nella capitale, Berlino.

## Contesto del progetto
Nella riconsiderazione degli spazi complessivi della nuova Berlino, dopo la decretazione del trasferimento della capitale da Bonn, la residenza ufficiale del cancelliere tedesco con il suo governo e della Cancelleria federale entrava a far parte di un ampio progetto architettonico conosciuto come Spreebogenpark (ovvero: parco dell'ansa della Sprea, dove Sprea è il nome del fiume che attraversa Berlino), che si inseriva inoltre al progetto architettonica del "Band des Bundes" ("fascia della federazione").

## Il progetto
Il Bundeskanzleramt fu progettato da due architetti tedeschi, Axel Schultes e Charlotte Frank dal 1992 al 1998, negli anni in cui Helmut Kohl rivestiva la carica di Cancelliere. Il primo cancelliere a prendere la nuova sede in consegna, che risultò essere una delle costruzioni più imponenti nel Regierungsviertel (Quartiere del Governo), fu Gerhard Schröder nel 2001.

## Architettura
Il Bundeskanzleramt, realizzato in cemento armato e vetro, è costituito da un edificio centrale a nove piani e da ali più basse, estese in lungo. La caratteristica dell'edificio principale è il semicerchio alto 18 metri nella parte superiore della facciata.
L'edificio, otto volte più grande della Casa Bianca di Washington, ma molto più piccolo del Palazzo del Quirinale (110.500 m²) di Roma, ha una superficie di 12.000 metri quadrati ed è provvisto di un impianto fotovoltaico con 1.300 metri quadri di moduli fotovoltaici.

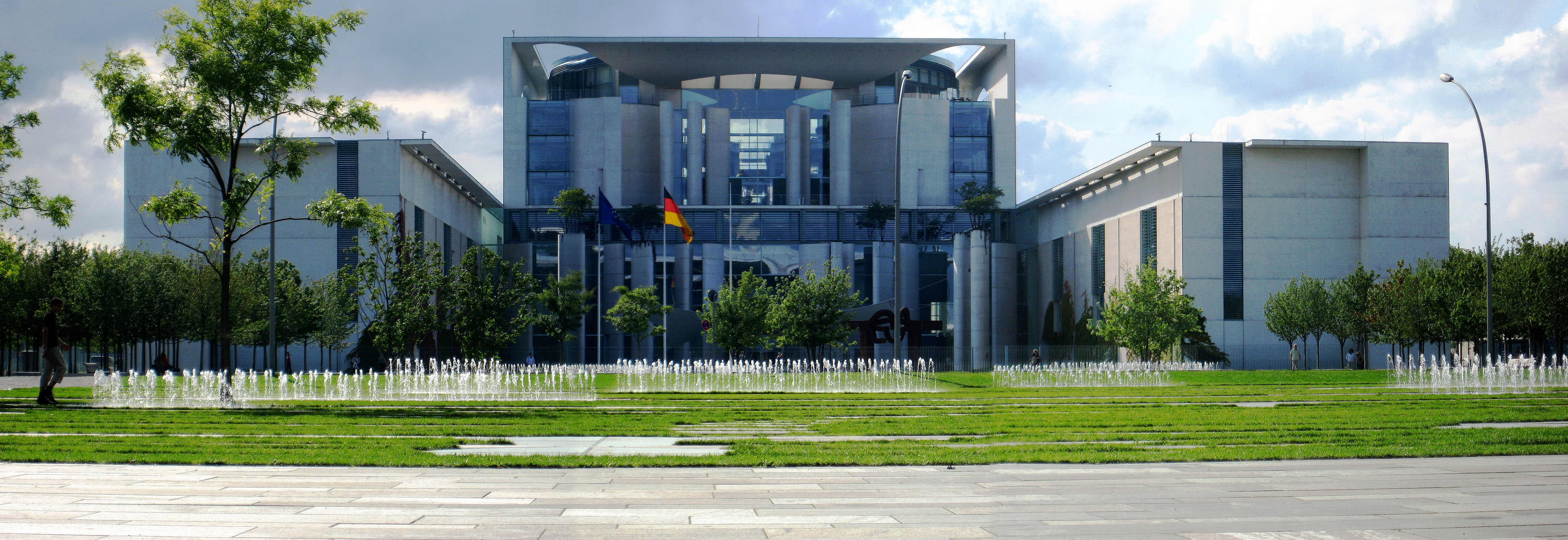

Le facciate in vetro del Bundeskanzleramt, che secondo gli architetti devono trasmettere un senso di trasparenza, sono sostenute da dodici colonne alte 12 metri dalla forma morbida, nell'intento di unire idealmente e spazialmente l'interno e l'esterno dell'edificio.
All'interno del Bundeskanzleramt, nelle ali laterali si trovano gli uffici dei collaboratori del cancelliere, mentre l'edificio principale funge da rappresentanza. Il salone di ingresso possiede le dimensioni ragguardevoli. È presente anche l'appartamento riservato al cancelliere, di circa 200 metri quadrati (ma l'attuale inquilino, Angela Merkel, preferisce abitare nel suo appartamento privato). Il primo ad abitarvi fu il cancelliere Schröder (pagando un affitto di 800 €).
Nel cortile d'onore dove vengono accolti gli ospiti di Stato, si trova la monumentale scultura in ferro "Berlin", realizzata dall'artista spagnolo Eduardo Chillida.

## Curiosità
- I berlinesi chiamano l'edificio "cesso dell'elefante" oppure "la lavatrice federale"("Bundeswaschmaschine")[senza fonte].
- Ogni anno, a settembre, ha luogo il "Tag der offenen Tür" (Giornata delle porte aperte), in cui è possibile visitare il centro del potere.

## Galleria d'immagini

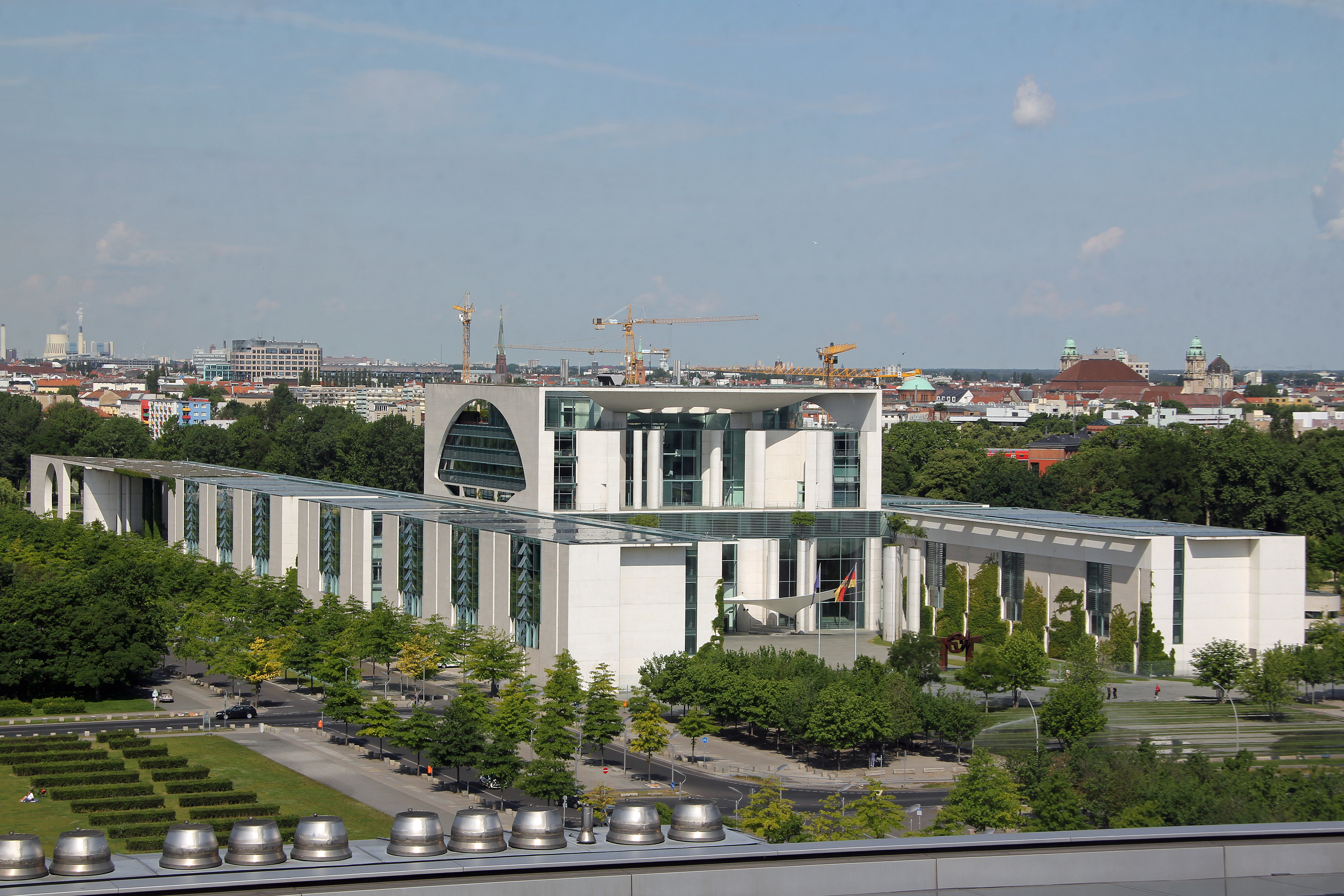
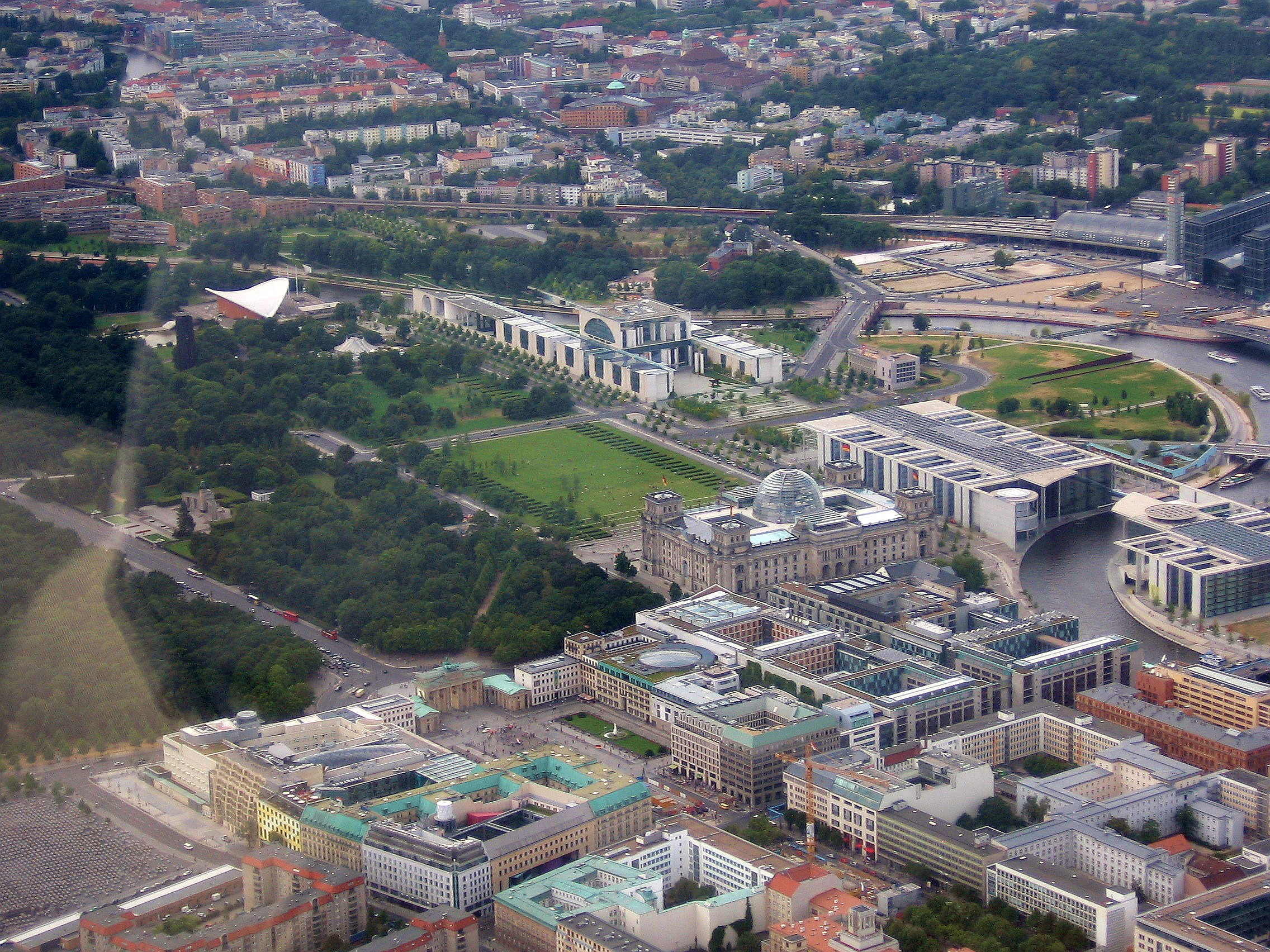
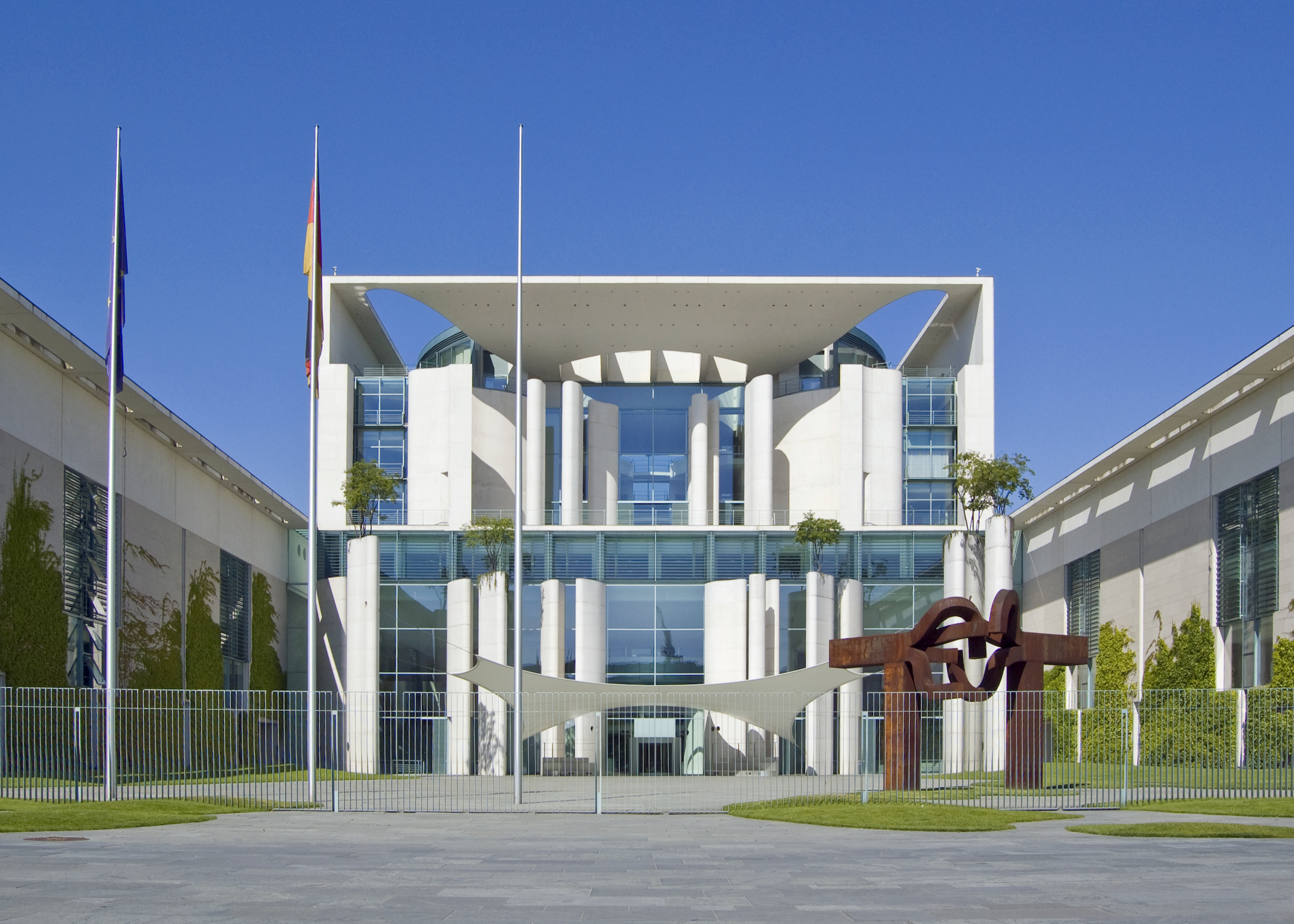
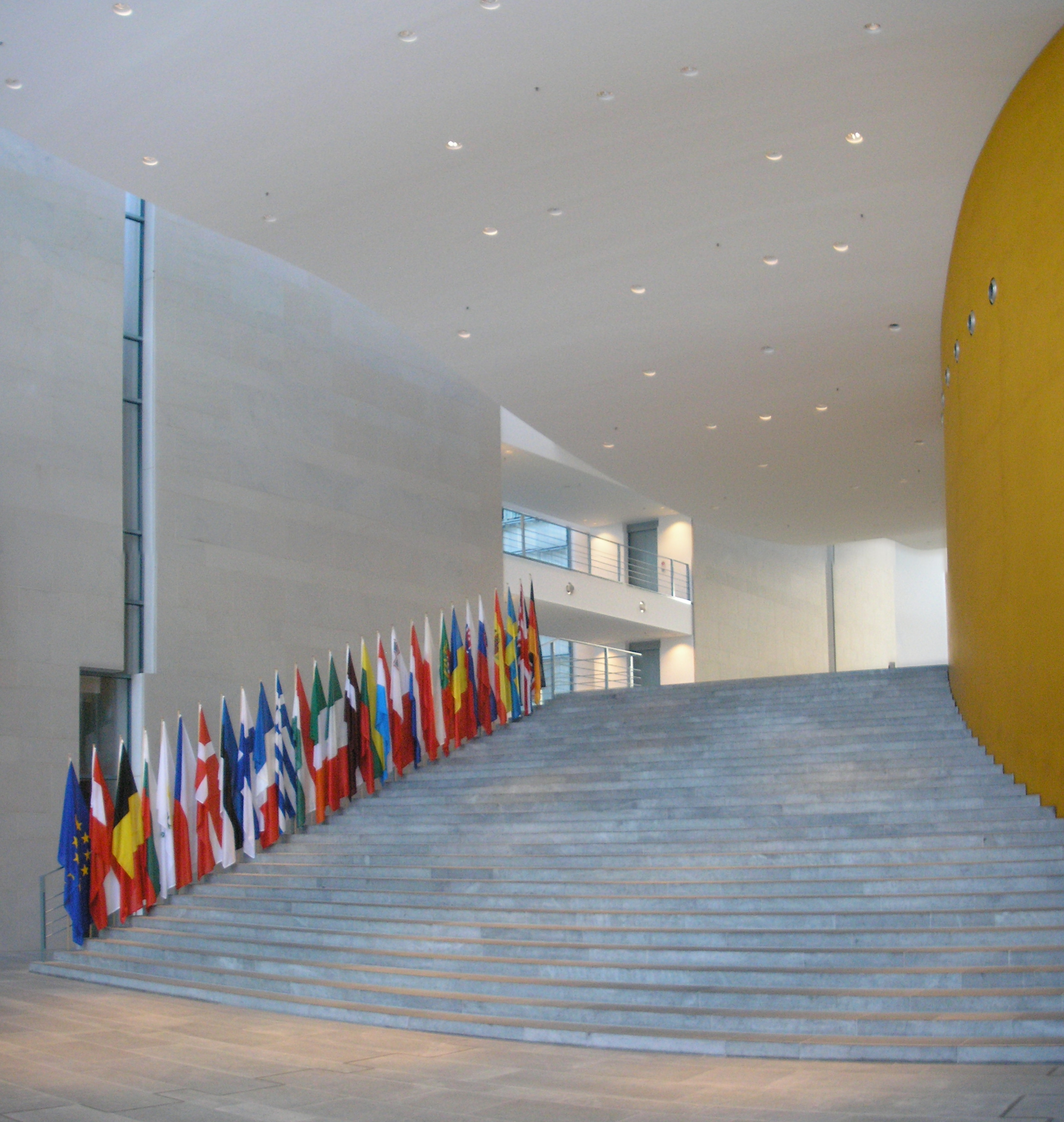
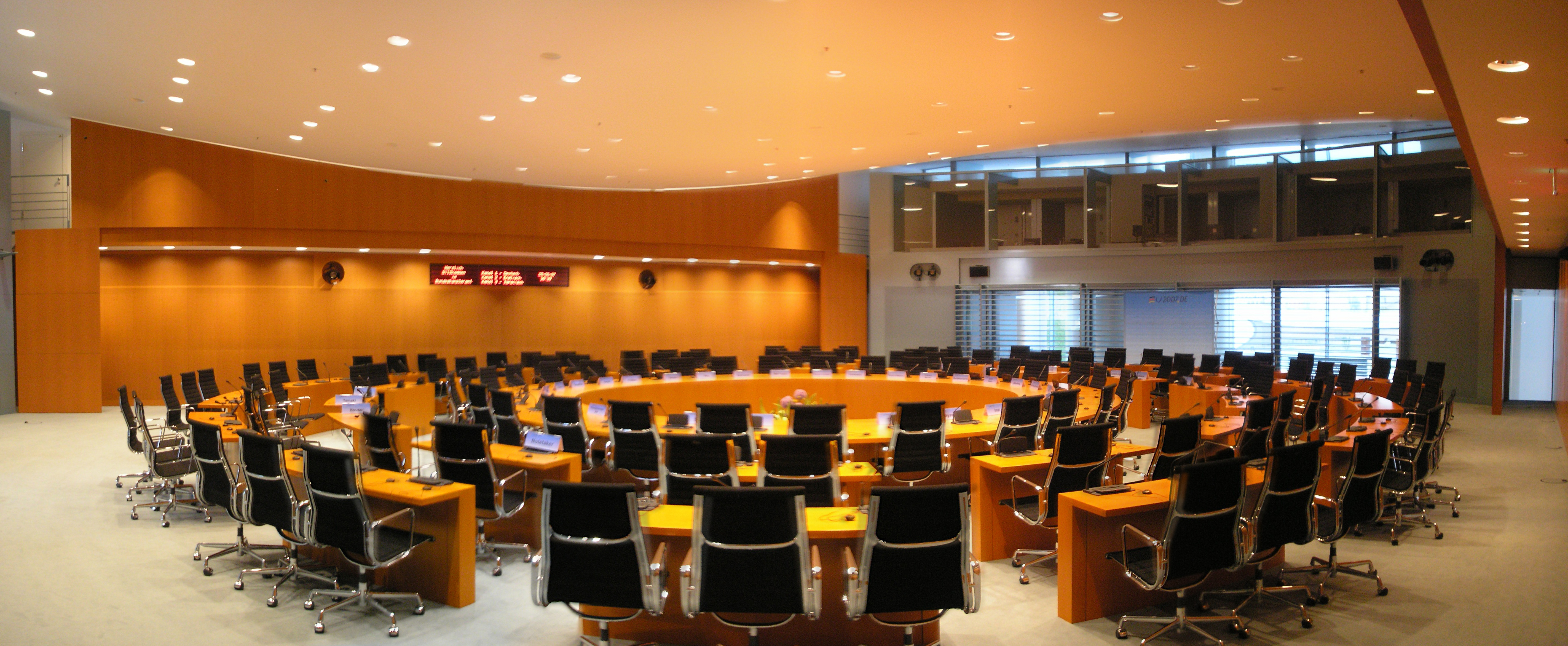
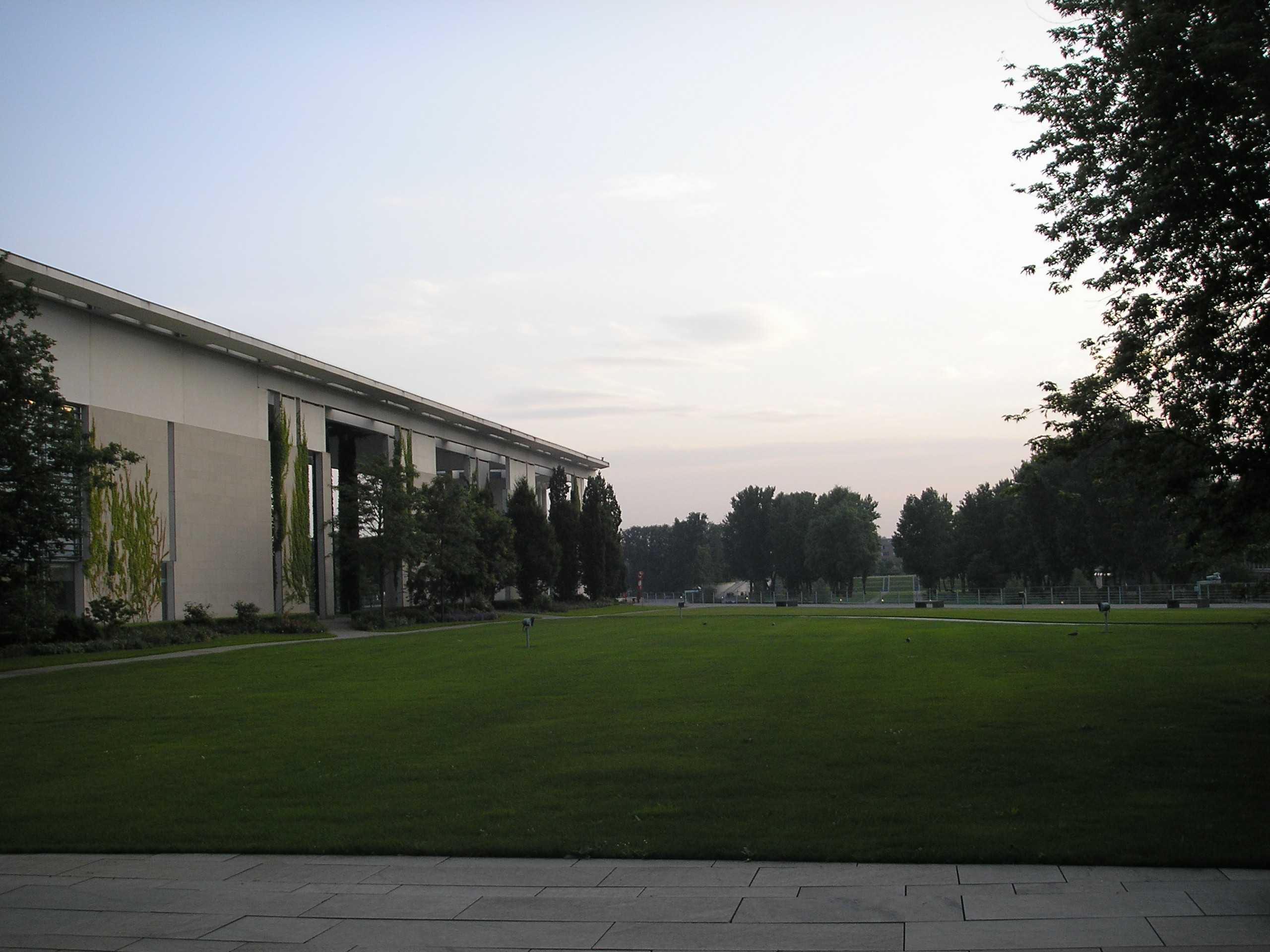
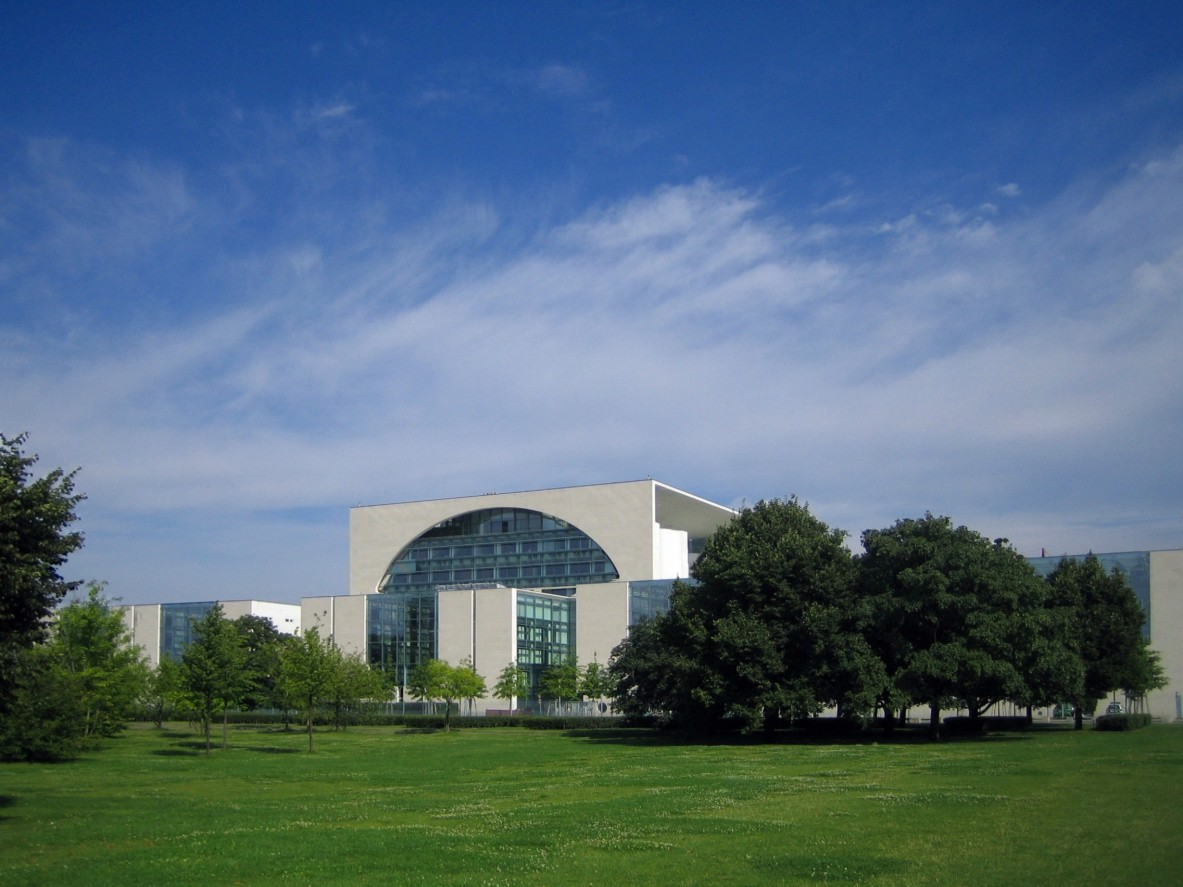